# Wang Kaihua
Wang Kaihua, född 16 februari 1994, är en friidrottare från Kina. Han deltog vid olympiska sommarspelen 2020.